# 死海殺人事件
『死海殺人事件』（しかいさつじんじけん、Appointment With Death）は、1988年のアメリカ合衆国のミステリ映画。
監督はマイケル・ウィナー、主演はピーター・ユスティノフ。
原作はアガサ・クリスティの推理小説『死との約束』。

## ストーリー
豪華客船での世界旅行中、死海のほとりで起きた毒殺事件に名探偵エルキュール・ポアロが挑む。

## キャスト
エルキュール・ポアロ
演 - ピーター・ユスティノフ、日本語吹替 - 田中明夫
名探偵。
エミリー・ボイントン
演 - パイパー・ローリー、日本語吹替 - 此島愛子
大富豪エルマー・ボイントンの未亡人。元・刑務所の看守。
レノックス・ボイントン
演 - ニコラス・ゲスト、日本語吹替 - 原康義
エルマーの先妻の子。
ナディーン・ボイントン
演 - キャリー・フィッシャー、日本語吹替 - 弥永和子
レノックスの妻。
レイモンド・ボイントン
演 - ジョン・ターレスキー、日本語吹替 - 田中秀幸
エルマーの先妻の子。
キャロル・ボイントン
演 - ヴァレリー・リチャーズ、日本語吹替 - 佐々木優子
エルマーの先妻の子。
ジネヴラ・ボイントン
演 - アンバー・ベゼル、日本語吹替 - 水谷優子
エミリーの実子。
ジェファーソン・コープ
演 - デヴィッド・ソウル、日本語吹替 - 堀勝之祐
ボイントン家の顧問弁護士。
サラ・キング
演 - ジェニー・シーグローヴ、日本語吹替 - 岡本茉利
女医。
カーベリー大佐
演 - ジョン・ギールグッド、日本語吹替 - 梶哲也
ポアロの旧友。アンマン警察署長。
ウェストホルム卿夫人
演 - ローレン・バコール、日本語吹替 - 藤波京子
英国下院議員。
ミス・クイントン
演 - ヘイリー・ミルズ、日本語吹替 - 太田淑子
ウェストホルム夫人の友人。考古学愛好家。
- 吹き替え：初回放送 1989年10月22日「日曜洋画劇場」(DVD収録)

## 製作の背景
『オリエント急行殺人事件』『ナイル殺人事件』『クリスタル殺人事件』『地中海殺人事件』と、ジョン・ブラボーンとリチャード・グッドウィンのコンビが製作したアガサ・クリスティ原作の映画化は次々にヒットしてきたが、それらより後に製作された本作はピーター・ユスティノフがポアロを演じているものの、一連のシリーズとは製作者が異なる。
製作したキャノン・フィルムズはチャック・ノリスの低予算アクションで知られるB級映画を得意とするプロダクションだったが、この時期『スーパーマンIV 最強の敵』など、メジャー系のヒット作の権利を買収し、自身もハリウッド・メジャーの仲間入りを果たそうと積極的姿勢を見せていた。本作はその一環として作られたがヒットはせず、のちにキャノン・フィルムズも倒産に至った。
しかし上記によるキャノン以前のアガサ・クリスティ・シリーズもディスカッションドラマであり、決して大予算というわけではない低予算映画である。ジョン・ブラボーンとリチャード・グッドウィンのファンによるキャノンへの批判は根拠のない印象論でしかない。